# Meistriliiga 2015
La Meistriliiga 2015 è stata la 25ª edizione della massima serie del campionato di calcio estone e si è disputata tra il 6 marzo e il 7 novembre 2015. Il Levadia Tallinn era la squadra detentrice del titolo, avendo vinto la Meistriliiga 2014 per la nona volta, la seconda consecutiva.
Con due giornate di anticipo il Flora Tallinn ha vinto il campionato per la decima volta. La classifica marcatori è stata vinta da Ingemar Teever, calciatore del Levadia Tallinn, autore di 24 reti. Il Tulevik Viljandi è stato retrocesso in Esiliiga.

## Stagione

### Novità
Dalla Meistriliiga 2014 è stato retrocesso in Esiliiga 2015 il Kalev Tallinn, classificatosi all'ultimo posto. In sua sostituzione è stato promosso il Pärnu, terzo classificato della Esiliiga 2014 e migliore squadra indipendente. Dopo la spareggio promozione-retrocessione il Tulevik Viljandi è stato promosso in Meistriliiga, mentre lo Lokomotiv Jõhvi è stato retrocesso in Esiliiga, rinunciando poi a iscriversi per la stagione 2015.

### Formula
Le 10 squadre partecipanti si affrontano in un doppio girone di andata e ritorno, per un totale di 36 giornate.

La squadra campione di Estonia ha il diritto a partecipare alla UEFA Champions League 2016-2017 partendo dal primo turno preliminare.

Le squadre classificate al secondo e terzo posto sono ammesse alla UEFA Europa League 2016-2017 partendo dal primo turno preliminare.

La vincitrice della Coppa nazionale è ammessa alla UEFA Europa League 2016-2017 partendo anch'essa dal primo turno di qualificazione.

L'ultima classificata retrocede direttamente in Esiliiga, mentre la penultima disputa uno spareggio contro la seconda classificata della Esiliiga per la permanenza in Meistriliiga.

## Squadre Partecipanti
| Club             | Città    | Stadio                               | Stagione precedente      |
| ---------------- | -------- | ------------------------------------ | ------------------------ |
| Flora Tallinn    | Tallinn  | A. Le Coq Arena                      | 3º posto in Meistriliiga |
| Infonet          | Tallinn  | Lasnamäe Kergejõustikuhalli Staadion | 5º posto in Meistriliiga |
| Kalev Sillamäe   | Sillamäe | Stadio Kalevi                        | 2º posto in Meistriliiga |
| Kalju Nõmme      | Tallinn  | Stadio Hiiu                          | 4º posto in Meistriliiga |
| Levadia Tallinn  | Tallinn  | Stadio Kadrioru                      | Campione di Estonia      |
| Paide            | Paide    | Paide Linnastaadion                  | 6º posto in Meistriliiga |
| Pärnu            | Pärnu    | Pärnu Kalevi Staadion                | 3º posto in Esiliiga     |
| Tammeka Tartu    | Tartu    | Tamme Staadion                       | 8º posto in Meistriliiga |
| Trans Narva      | Narva    | Kreenholmi Staadion                  | 7º posto in Meistriliiga |
| Tulevik Viljandi | Viljandi | Viljandi Linnastaadion               | 5º posto in Esiliiga     |

## Classifica finale
|                    | Pos. | Squadra          | Pt | G  | V  | N  | P  | GF | GS | DR  |
| ------------------ | ---- | ---------------- | -- | -- | -- | -- | -- | -- | -- | --- |
| Estonia (bandiera) | 1.   | Flora Tallinn    | 84 | 36 | 27 | 3  | 6  | 72 | 24 | +48 |
|                    | 2.   | Levadia Tallinn  | 76 | 36 | 22 | 10 | 4  | 78 | 32 | +46 |
|                    | 3.   | Kalju Nõmme      | 71 | 36 | 22 | 5  | 9  | 69 | 36 | +33 |
|                    | 4.   | Infonet          | 62 | 36 | 17 | 11 | 8  | 50 | 32 | +18 |
|                    | 5.   | Kalev Sillamäe   | 59 | 36 | 17 | 8  | 11 | 63 | 43 | +20 |
|                    | 6.   | Trans Narva      | 49 | 36 | 14 | 7  | 15 | 50 | 46 | +4  |
|                    | 7.   | Paide            | 33 | 36 | 9  | 6  | 21 | 50 | 73 | -23 |
|                    | 8.   | Pärnu            | 26 | 36 | 6  | 8  | 22 | 38 | 87 | -49 |
|                    | 9.   | Tammeka Tartu    | 25 | 36 | 7  | 4  | 25 | 39 | 96 | -57 |
|                    | 10.  | Tulevik Viljandi | 22 | 36 | 6  | 4  | 26 | 35 | 75 | -40 |

Legenda:
      Campione d'Estonia  e ammessa alla UEFA Champions League 2016-2017
      Ammesse alla UEFA Europa League 2016-2017
 Ammessa allo spareggio promozione-retrocessione
      Retrocessa in Esiliiga 2016
Note:
Tre punti a vittoria, uno a pareggio, zero a sconfitta.
La classifica viene stilata secondo i seguenti criteri:
- Punti conquistati
- Spareggio (solo per decidere la squadra campione)
- Meno partite perse a tavolino
- Partite vinte
- Punti conquistati negli scontri diretti
- Differenza reti negli scontri diretti
- Differenza reti generale
- Reti totali realizzate
- Fair-play ranking

## Risultati
|                  | Flo     | Inf     | KlS     | Klj     | Lev     | Pai     | Par     | Tam     | Tra     | Tul     |
| ---------------- | ------- | ------- | ------- | ------- | ------- | ------- | ------- | ------- | ------- | ------- |
| Flora Tallinn    | ––––    | 1-0 0-0 | 1-0 3-1 | 0-2 1-0 | 0-1 1-1 | 2-1 1-0 | 3-1 4-0 | 7-0 2-1 | 0-1 2-3 | 3-0 4-1 |
| Infonet          | 0-2 0-1 | ––––    | 1-0 3-1 | 1-0 2-2 | 1-2 2-2 | 2-3 1-0 | 2-0 1-1 | 2-2 4-2 | 3-0     | 2-0 2-1 |
| Kalev Sillamae   | 1-2 0-1 | 0-0 1-0 | ––––    | 2-3 0-4 | 3-3 2-2 | 4-1 1-0 | 0-0 3-3 | 4-0 4-1 | 1-0 2-0 | 2-1     |
| Kalju Nõmme      | 2-0 0-2 | 1-0 1-1 | 0-2 2-1 | ––––    | 1-2 0-0 | 2-1 1-0 | 1-0 4-3 | 3-0 1-0 | 4-1 1-1 | 6-2 4-0 |
| Levadia Tallinn  | 1-1 0-2 | 0-0 5-0 | 2-0 2-1 | 0-2 1-2 | ––––    | 2-1 5-1 | 3-0 0-0 | 2-1 1-0 | 1-1 0-1 | 2-0     |
| Paide            | 0-2 2-1 | 2-4 0-2 | 1-1     | 0-3 5-4 | 1-5 2-4 | ––––    | 4-1 3-3 | 2-3 4-0 | 1-0 1-2 | 0-3 4-1 |
| Pärnu            | 1-2 1-5 | 0-2 0-4 | 1-6 1-2 | 0-3 2-1 | 2-2 0-5 | 2-2 0-1 | ––––    | 4-2 0-1 | 0-1 2-2 | 2-1 1-0 |
| Tammeka Tartu    | 1-3 1-4 | 1-2 1-1 | 0-5 1-4 | 1-2 0-3 | 2-3 1-6 | 3-2 1-1 | 1-0 0-1 | ––––    | 3-1 2-1 | 1-1 1-0 |
| Trans Narva      | 0-1 1-3 | 0-0 0-1 | 1-2 0-0 | 2-0 0-2 | 1-3 0-1 | 0-0 2-0 | 5-2 5-0 | 6-0 4-2 | ––––    | 2-0     |
| Tulevik Viljandi | 0-4 0-1 | 0-0 0-1 | 0-2 1-2 | 1-0 2-2 | 0-4 0-3 | 2-0 2-3 | 5-2 1-2 | 3-1 3-2 | 1-1 2-3 | ––––    |

## Spareggio
La squadra classificata al 9º posto (Tammeka Tartu) affronta la squadra classificata al 2º posto in Esiliiga 2015 (Kalev Tallinn, 6º in classifica ma 2° escludendo le squadre riserve) in una sfida con andata e ritorno per un posto in Meistriliiga 2016.
| 18 novembre 2015 | Tammeka Tartu | 4 – 1 | Kalev Tallinn | Tartu, Tamme Staadion        |
| 21 novembre 2015 | Kalev Tallinn | 1 – 0 | Tammeka Tartu | Tallinn, Kalevi Keskstadioon |

Il Tammeka Tartu ha vinto lo spareggio ed è rimasto in Meistriliiga.

## Statistiche

### Classifica marcatori
| Gol |  |  | Giocatore            | Squadra                           |
| --- |  |  | -------------------- | --------------------------------- |
| 24  |  |  | Ingemar Teever       | Levadia Tallinn                   |
| 19  |  |  | Jaroslav Kvasov      | Kalev Sillamäe                    |
| 17  |  |  | Vjatšeslav Zahovaiko | Paide                             |
| 16  |  |  | Ats Purje            | Kalju Nõmme                       |
| 16  |  |  | Rauno Sappinen       | Flora Tallinn                     |
| 13  |  |  | Vitālijs Ziļs        | Trans Narva                       |
| 12  |  |  | Vladislavs Kozlovs   | Infonet                           |
| 11  |  |  | Taavi Laurits        | Pärnu                             |
| 11  |  |  | Sim Luts             | Levadia Tallinn                   |
| 11  |  |  | Tarmo Neemelo        | Kalju Nõmme                       |
| 11  |  |  | Hidetoshi Wakui      | Kalju Nõmme                       |
| 10  |  |  | Daniil Ratnikov      | Kalev Sillamäe                    |
| 10  |  |  | Joonas Tamm          | Flora Tallinn ( Tulevik Viljandi) |
| 10  |  |  | Kristjan Tiirik      | Tammeka Tartu                     |
| 10  |  |  | Sakari Tukiainen     | Tulevik Viljandi ( Flora Tallinn) |
| 9   |  |  | Jevgeni Harin        | Infonet                           |

## Verdetti finali
- Flora Tallinn campione di Estonia e qualificato al primo turno della UEFA Champions League 2016-2017.
- Levadia Tallinn, Kalju Nõmme e Infonet qualificati al primo turno della UEFA Europa League 2016-2017.
- Tulevik Viljandi retrocesso in Esiliiga.